# 마르쿠스 안니우스 베루스 (마르쿠스 아우렐리우스의 아버지)

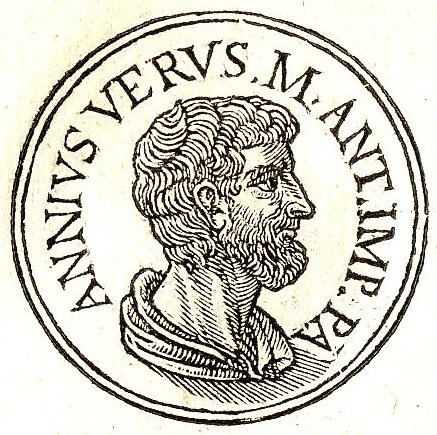
'Promptuarii Iconum Insigniorum' 속 마르쿠스 안니우스 베루스

마르쿠스 안니우스 베루스 (Marcus Annius Verus, 서기 124년 사망)는 2세기에 살았던 저명한 로마 정치인으로, 법무관으로 활동했으며 로마 황제 마르쿠스 아우렐리우스의 아버지이다.

## 생애
그는 원로원 의원 마르쿠스 안니우스 베루스와 귀족 여성 루필리아 파우스티나의 아들로 태어났다. 그의 형제는 집정관 마르쿠스 안니우스 리보이고 자매는 안토니누스 피우스의 아내이기도 한 대 파우스티나였다. 그는 타일 공장을 보유했던, 부유한 가문의 후계자인 도미티아 루킬라와 혼인하였다. 이들 사이에 마르쿠스 아우렐리우스 (121년생으로 본래 이름은 마르쿠스 안니우스 베루스)와 안니아 코르니피키아 파우스티나 (123년생) 등 자녀 두 명이 있었다. 안니우스 베루스는 법무관을 재임하던 중 젊은 나이에 사망했다. 그의 자녀들은 당시에 몹시나 어렸었다. 그가 사망한 해로 추정되는 해는 124년이다.
아버지가 사망했을 당시 겨우 3살에 불과했던 마르쿠스 아우렐리우스는 《명상록》에서 그에 대해서 말하길: "내가 아버지에 대해서 들은 것과 그에 대한 나의 기억은, 겸손함과 남자다움이다."